# Sarvijärvi (sjö i Finland, Norra Österbotten, lat 65,50, long 29,67)
Sarvijärvi är en sjö i Finland. Den ligger i kommunerna Suomussalmi och Kuusamo i landskapet Kajanaland och Norra Österbotten, i den nordöstra delen av landet, 600 km norr om huvudstaden Helsingfors. Sarvijärvi ligger 220 meter över havet. Arean är 1,57 kvadratkilometer och strandlinjen är 16,1 kilometer lång. Sjön  ingår i Uleälvens huvudavrinningsområde.   Den ligger vid sjön Riitalampi. 
I övrigt finns följande i Sarvijärvi:
- Isosaari (en ö)
- Aarresaari (en ö)
- Niskasaari (en ö)
- Nuuvinsaaret (en ö)

I övrigt finns följande vid Sarvijärvi:
- Sarvikivi (en klippa)